# Kiss Béla (helytörténész)
Kiss Béla (Bácsfalu, 1908. szeptember 29. – Kolozsvár, 1951. augusztus 13.) magyar helytörténész, etnográfus, zenei szakíró, lutheránus egyházi író. Bartók Béla munkásságának egyik első méltatója.

## Életútja
A brassói Római Katolikus Főgimnáziumban érettségizett (1926), felsőfokú tanulmányait a kolozsvári Református Teológián s az I. Ferdinand-Egyetemen magyar és német irodalom, néprajz szakon végezte (1930). Zenei ismereteit a brassói Zenekonzervatóriumban egészítette ki. Hosszúfaluban és Csernátfaluban evangélikus lelkész volt, közben a nagyenyedi református (1940-44), majd a kolozsvári protestáns teológián (1949-51) adott elő.
Feldolgozta és az Erdélyi Helikon 1938/3. számában ismertette a hétfalusi csángók történetét s nehéz életkörülményeiket. Tanulmányai a Déli Hírlap, Havi Szemle, Magyar Dal s egyházközségi lapok hasábjain jelentek meg; az Evangélikus Naptár (1942, 1944) s a Harangszó c. vallásos lap szerkesztője, az Evangélikus Élet c. folyóirat munkatársa.
Színdarabjai, népi játékai (Régi csángó lakodalom; Új világ; A tűzoltó; Vidám zenészek), valamint átdolgozásai (Pártütők, Botcsinálta doktor; Sevillai borbély) Brassóban és környékén kerültek műkedvelői előadásra. Az elsők között vállalkozott Bartók Béla életének és munkásságának népszerűsítésére. Életcélja volt a hétfalusi csángók gazdasági és művelődési életének fellendítése. Egyházi jellegű kiadványai mellett úttörő volt a romániai magyar szellemi életben zeneírói munkája: Bartók Béla művészete (Kolozsvár, 1946).